# Azetă
Azeta (denumită și azetină) este un compus heterociclic tetraciclic, nesaturat, cu azot, cu formula chimică C3H3N. Este omologul superior al azirinei și analogul nesaturat al azetidinei.